# Computational Research Laboratories
Computational Research Laboratories (скор. CRL; Лабораторії обчислювальних досліджень) — компанія, що займається проєктуванням та створенням високопродуктивних комп'ютерів. Від 2012 року це підрозділ компанії Tata Consultancy Services, що входить до Tata Group. Штаб-квартира розташована в Пуне, є додатковий офіс у США.
2006 року відомого математика Нарендру Кармаркара запрошено працювати в CRL, але 2007 року він покинув компанію через розбіжності між ним і керівництвом Tata Group.
2007 року CRL за технічної підтримки та на обладнанні Hewlett-Packard і фінансуванні в обсязі $30 млн від Tata Sons побудувала суперкомп'ютер EKA. На момент запуску це був перший за продуктивністю суперкомп'ютер в Азії та 4-й у світі. На листопад 2010 займав 47 місце в рейтингу TOP500.
2012 року компанія Tata Consultancy Services купила Computational Research Labs за $34 мільйони.